# Coutansouze
Coutansouze é uma comuna francesa na região administrativa de Auvérnia-Ródano-Alpes, no departamento Allier. Estende-se por uma área de 12,88 km². Em 2010 a comuna tinha 154 habitantes (densidade: 12 hab./km²).